# Экс-ан-Певель
Экс-ан-Певель (фр. Aix-en-Pévèle) — коммуна во Франции, находится в регионе О-де-Франс. Департамент Нор. Входит в состав кантона Орши. Округ кантона — Дуэ. До 2018 года называлась Экс.
Код INSEE — 59004.

## География

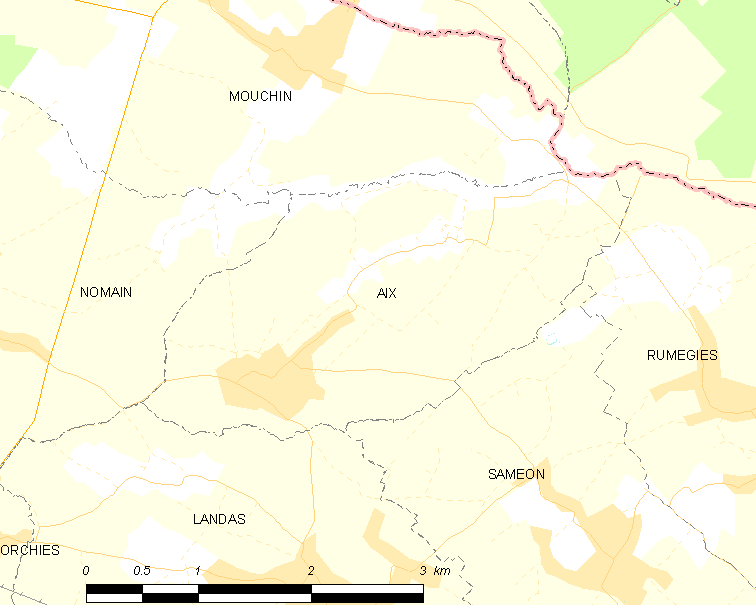
Карта коммуны

Коммуна расположена приблизительно в 195 км к северу от Парижа, в 23 км к юго-востоку от Лилля.

## Население
Население коммуны на 2014 год составляло 1114 человек.
| 1968 | 1975 | 1982 | 1990 | 1999 | 2010 | 2017 |
| ---- | ---- | ---- | ---- | ---- | ---- | ---- |
| 579  | 644  | 690  | 777  | 932  | 1101 | 1220 |

## Администрация
| Период | Период | Фамилия            | Партия                                   | Примечания |
| ------ | ------ | ------------------ | ---------------------------------------- | ---------- |
| 1989   | 2020   | Жан-Люк Детавернье | Союз за народное движение, Разные правые |            |
| 2020   |        | Дидье Даллуа       |                                          |            |

## Экономика
В 2010 году среди 753 человек трудоспособного возраста (15—64 лет) 571 была экономически активны, 182 — неактивными (показатель активности — 75,8 %, в 1999 году было 73,5 %). Из 571 активных жителей работало 537 человек (277 мужчин и 260 женщин), безработных было 34 (18 мужчин и 16 женщин). Среди 182 неактивных 79 человек были учениками или студентами, 79 — пенсионерами, 24 были неактивными по другим причинам.